# Квазулу-Натал
Квазулу-Натал (енгл. KwaZulu-Natal), (скр. "КЗН"), је покрајина у Јужној Африци. До 1994. територија се коју заузима Квазулу-Натал се састојала од покрајине Натал и свих делова који су чинили Бантустан Квазулуа. Административни центар је Питермарицбург. Већина становништва говори језик Зулу.

## Географија
На површини од око 92.100 км2, Квазулу-Натал је отприлике величине Португалије. Има три различита географска подручја и најисточнија је провинција у земљи. Низијски регион дуж обале Индијског океана је изузетно узак на југу, шири се у северном делу провинције, док се централни Натал Мидлендс састоји од валовите брежуљкасте висоравни која се уздиже према западу. Две планинске области, западне планине Дракенсберг и северне планине Лебомбо, формирају, чврст базалтни зид који се уздиже преко 3.000 метата поред границе са Лесотом и ниских паралелних венаца древног гранита који се протеже јужно од Есватинија. Највећа река у овој области, Тугела, тече од запада ка истоку кроз центар покрајине.
Обални региони обично имају суптропске шикаре и дубље јаруге; стрме падине угошћују неке Афромонтане шуме. Средње подручје има влажне травњаке и изоловане џепове Афромонтане шуме. Север има претежно влажно станиште саване, док је регион Дракенсберг домаћин углавном алпским травњацима.
Покрајина садржи богата подручја биодиверзитета низа флоре и фауне. Мочварни парк Исимангалисо и парк Укаламба Дракенсберг проглашени су Унесковом светском баштином. Мочварни парк Исимангалисо, заједно са парком Укаламба Дракенсберг и Ндумо, су мочваре од међународног значаја за миграторне врсте и означене су као Рамсарска подручја. Јужна Африка је потписала Рамсарску конвенцију из 1971. како би покушала да очува и заштити важна мочварна подручја због њиховог значаја за станишта и бројне врсте.
Покрајина је постала прва која је укључила део пута који је направљен од делимичне пластике, што је еквивалент скоро 40.000 картона од рециклираног млека.

## Историја
На Божић 1497. године, португалски истраживач Васко да Гама видео је обалу Натала и назвао то место према португалској речи за Божић, Натал. Нгуни огранак Бантуа заузимао је ову област од раних 1300-их.
Први европски досељеници, углавном Британци, основали су Порт Натал, трговачко место. Готово да нису ни покушавали да развију унутрашњост, чије је становнике десетковао Зулу краљ Шака. Африканери Вортрекери ушли су у ову област преко превоја Дракенсберг 1837. Ови Африканци су победили Зулусе у бици код Крваве реке 1838. и након тога основали Републику Натал. Дакле, територија је некада била део краткотрајне бурске републике између 1839. и 1843. до њеног припајања Великој Британији. Многи становници Африканера отишли су у унутрашњост након анексије и заменили су их имигранти, углавном из Британије.
Од 1860. надаље, све већи број Индијаца, углавном Тамила, доведени су углавном за рад на плантажама шећера на обали. Колонија је добила Зулуленд (подручје северно од реке Тугела) после Зулу рата 1879. Земљишта северно од реке Бафало додата су 1902. Бурске снаге су ушле у то подручје током Јужноафричког рата (1899. до 1902.) – такође познато као други Бурски рат – и опсаде Лејдисмит. Нису успели да изграде своју почетну предност и три месеца линија између противничких снага пратила је ток реке Тугеле. Године 1910. колонија је постала провинција Јужноафричке уније, а 1961. Јужноафричке Републике.
Када је домовина Квазулу, што значи „Место Зулуа“, поново укључена у провинцију Натал након завршетка апартхејда 1994. године, провинција Натал, која је постојала између 1910. и 1994. године, преименована је у Квазулу-Натал. Покрајина је дом Зулу монархије; већинско становништво и језик покрајине је зулу. То је једина провинција у Јужној Африци која као део свог имена носи име своје доминантне етничке групе. Као и код Источног Кејпа, већина белих Јужноафриканаца у Квазулу-Наталу је британског порекла, а мање од четвртине белаца у провинцији је бурског/афричког порекла.

## Економија
Квазулу-Натал има другу највећу регионалну економију у земљи после Гаутенга. Дурбан је урбано подручје које брзо расте и по већини је најпрометнија лука у Африци. Добра железничка мрежа повезује град са другим областима јужне Африке. Рафинација шећера је главна индустрија Дурбана. Узгајају се и овце, говеда, млечни производи, агруми, кукуруз, сирак, памук, банане и ананас. Постоји ембрионална винска индустрија Квазулу-Натал. Остале индустрије (које се налазе углавном у и око Дурбана) укључују текстил, одећу, хемикалије, гуму, ђубриво, папир, монтажу возила и фабрике за прераду хране, кожаре и рафинерије нафте. Постоје велике фабрике за топљење алуминијума у заливу Ричардс, на северној обали.
Експлоатација тешких минералних песка на мору, укључујући минерале са концентрацијом од значајног економског значаја на неколико локација, као што су рутил, илменит и циркон, угрожавају морску екологију обале Квазулу-Натала, укључујући обале Тугела; угрожена је и привреда риболова козица и дојиља.